# Edward Gamble
Edward Gamble (18 de septiembre de 1935-31 de diciembre de 2016) fue un deportista británico-canadiense que compitió en tiro con arco, en la modalidad de arco recurvo. Ganó una medalla de oro en el Campeonato Europeo de Tiro con Arco al Aire Libre de 1968, en la prueba por equipo.

## Palmarés internacional
| Representando al Reino Unido     |                  |                |        |
| Campeonato Europeo al Aire Libre |                  |                |        |
| Año                              | Lugar            | Medalla        | Prueba |
| 1968                             | Reutte (Austria) | Medalla de oro | Equipo |